# Championnat de RDA de football (Bezirksliga) Halle
La Bezirksliga Halle fut une ligue de football à l’époque de l’ancienne RDA.
Elle couvrait le territoire du district (en allemand : Bezirk) de Halle. Elle était située, dans l’actuel Land de Saxe-Anhalt. Après la réunificiation allemande, le Kreis (Arrondissement) de Artern (de) passe dans l'actuel Land de Thuringe.
Durant 31 des 38 saisons de son existence, cette ligue représenta le 3e niveau de la hiérarchie du football est-allemand. De la fin de saison 1954-1955 au terme de la compétition 1962-1963, elle fut le 4e niveau, en raison de la création de la II. DDR-Liga.

## Histoire
Avec la création de la République démocratique allemande, en octobre 1949, une ligue supérieure de football avait été mise sur pied par les autorités communistes dès la saison 1948-1949. Lors du championnat suivant, la plus haute division fut renommée DDR-Oberliga.

Les 15 Bezirke (districts) de 1952 à 1990.

Un an après cette ligue supérieure, la « section football » du Deutscher Sportausschuß (DS) (le comité chargé de la gestion et du contrôle des activités sportives en RDA) décida de constituer un second niveau. Celui-ci fut dénommé DDR-Liga.
En dessous de ces deux premiers niveaux, le football resta structuré sur base de la subdivision administrative du pays en Länder (Brandebourg, Mecklembourg, Saxe, Saxe-Anhalt et Thuringe) auxquels s’ajoutait la zone de Berlin-Est, choisi comme capitale de l’État.
En 1952, les autorités communistes modifièrent le découpage administratif de l’Allemagne de l’Est. Les Länder furent remplacés par 15 districts (en allemand : Bezirk) : District de Berlin, Dresde, Karl-Marx-Stadt, Leipzig, Gera, Erfurt, Suhl, Halle, Magdeburg, Cottbus, Potsdam, Frankfort/Oder, Neubrandenbourg, Schwerin, Rostock.
La structure sportive suivit le mouvement avec la création au sein de chaque Bezirk d’une division la plus haute appelée Bezirksliga.
Sous chaque Bezirksliga se trouvèrent des Bezirksklasse (dont le nombre varia selon la grandeur du district concerné).
La plupart du temps, la Bezirksliga fut jouée sous forme d’une série unique, mais il arriva que certaines comportent, temporairement deux tableaux ou plus.

## Palmarès

### 1952 à 1955 « (niveau 3) »
| Ordre | Saison    | Champion           | Nom actuel                | Promu | Remarques         |
| ----- | --------- | ------------------ | ------------------------- | ----- | ----------------- |
| 1     | 1952-1953 | SG Dynamo Eisleben | MSV Eisleben              | Non   | Promu en DDR-Liga |
| 2     | 1953-1954 | BSG Chemie Greppin | VfB Preussen Greppin 1911 | Oui   | promu en DDR-Liga |
| 3     | 1954-1955 | BSG Chemie Leuna   | TSV Leuna 1919            | Oui   | promu en DDR-Liga |

### Tour de transition (1955)
À la fin du championnat 1954-1955, les autorités est-allemandes décidèrent que les compétitions suivraient le modèle soviétique. C'est-à-dire qu’elles débutèrent au début du printemps et se terminèrent à la fin de l’automne de la même année calendrier. Durant l’automne 1955, il fut disputé un tour de transition (en allemand : Übergangsrunde) sans montée ni descente. Ce système s’arrêta après la saison 1960. Les compétitions reprirent alors selon un schéma plus conventionnel à partir de la fin de l’été 1961, soit huit mois après la fin de la saison précédente.
| Ordre | Saison | Champion                  | Nom actuel     | Promu | Remarques                       |
| ----- | ------ | ------------------------- | -------------- | ----- | ------------------------------- |
| x     | 1955   | BSG Motor Polysius Dessau | Dessauer SV 97 |       | Pas de montant ou de descendant |

### 1956 à 1963 « (niveau 4) »
En 1955, en plus du passage au modèle soviétique, les dirigeants communistes scindèrent la DDR-Liga, directement supérieure aux Bezirksligen. Si dans l’esprit des politiciens la DDR-Liga n’était que partagée en deux, il était clair que chaque Bezirksliga devint de facto une Division 4.
À partir de la saison 1958 et jusqu’à sa dissolution auterme du championnat 1962-1963 la II. DDR-Liga directement supérieure compta 5 séries. Les 15 champions de Bezirksliga y furent directement promus. En dehors de cette période, un tour final entre les champions de Bezirksliga désigna les montants.
| Ordre | Saison    | Champion                       | Nom actuel               | Promu | Remarques             |
| ----- | --------- | ------------------------------ | ------------------------ | ----- | --------------------- |
| 4     | 1956      | BSG Aktivist Geiseltal Mücheln | SV Braunsbedra           | Oui   |                       |
| 5     | 1957      | BSG Chemie Bitterfeld          | VfL Eintracht Bitterfeld | Oui   | Promu en II. DDR-Liga |
| 6     | 1958      | BSG Stahl Eisleben             | MSV Eisleben             | Oui   | Promu en II. DDR-Liga |
| 7     | 1959      | BSG Motor Aschersleben         | 1. FC Aschersleben       | Oui   | Promu en II. DDR-Liga |
| 8     | 1960      | BSG Motor Ammendorf            | BSV Halle-Ammendorf 1910 | Oui   | Promu en II. DDR-Liga |
| 9     | 1961-1962 | BSG Motor Köthen               | Cöthener FC Germania 03  | Oui   | Promu en II. DDR-Liga |
| 10    | 1962-1963 | HSG Wissenschaft Halle         | Disparu                  | Non   |                       |

### 1963 à 1991 « (niveau 3) »
À la suite de la dissolution de la II. DDR-Liga à la fin de la saison 1962-1963, chaque Bezirksliga redevint la Division 3.
À partir de la saison 1971-1972 et jusqu’au terme du championnat 1982-1983 la DDR-Liga directement supérieure compta 5 séries. Les 15 champions de Bezirksliga y furent directement promus. En dehors de cette période, un tour final entre les champions de Bezirksliga désigna les montants.
Pendant trois saisons (1963-1964, 1964-1965, 1965-1966), la Bezirksliga Halle se joua en deux groupes. Les deux vainqueurs s'affrontèrent lors d'une finale pour désigner les champions (Bezirksmeister).
| Ordre | Saison    | Champion                     | Nom actuel               | Promu | Remarques                                |
| ----- | --------- | ---------------------------- | ------------------------ | ----- | ---------------------------------------- |
| 11    | 1963-1964 | BSG Chemie Buna Schkopau     | SV Merseburg 99          | Non   |                                          |
| 12    | 1964-1965 | BSG Chemie Buna Schkopau     | SV Merseburg 99          | Oui   | Promu en DDR-Liga                        |
| 13    | 1965-1966 | BSG Motor Ammendorf          | BSV Halle-Ammendorf 1910 | Non   |                                          |
| 14    | 1966-1967 | BSG Fortschritt Weissenfels  | 1. FC Weissenfels        | Oui   | Promu en DDR-Liga                        |
| 15    | 1967-1968 | BSG Chemie Wolfen            | FC Grün-Weiss Wolfen     | Non   | Promu en DDR-Liga                        |
| 16    | 1968-1969 | Hallescher FC Chemie II      | Hallescher FC            | Oui   | Promu en DDR-Liga                        |
| 17    | 1969-1970 | BSG Chemie Buna Schkopau     | SV Merseburg 99          | Non   |                                          |
| 18    | 1970-1971 | BSG Chemie Buna Schkopau     | SV Merseburg 99          | Oui   | Promu en DDR-Liga avec son vice-champion |
| 19    | 1971-1972 | BSG Chemie Wolfen            | FC Grün-Weiss Wolfen     | Oui   | Promu en DDR-Liga                        |
| 20    | 1972-1973 | BSG Chemie Buna Schkopau     | SV Merseburg 99          | Oui   | Promu en DDR-Liga                        |
| 21    | 1973-1974 | SG Dynamo Eisleben           | MSV Eisleben             | Oui   | Promu en DDR-Liga                        |
| 22    | 1974-1975 | Hallescher FC Chemie II      | Hallescher FC            | Oui   | Promu en DDR-Liga                        |
| 23    | 1975-1976 | BSG Stahl Thale              | SV Stahl Thale           | Oui   | Promu en DDR-Liga                        |
| 24    | 1976-1977 | BSG Chemie Wolfen            | FC Grün-Weiss Wolfen     | Oui   | Promu en DDR-Liga                        |
| 25    | 1977-1978 | BSG Fortschritt Weissenfels  | 1. FC Weissenfels        | Oui   | Promu en DDR-Liga                        |
| 26    | 1978-1979 | BSG Stahl Thale              | SV Stahl Thale           | Oui   | Promu en DDR-Liga                        |
| 27    | 1979-1980 | BSG MK Sangerhausen          | VfB 1906 Sangerhausen    | Oui   | Promu en DDR-Liga                        |
| 28    | 1980-1981 | BSG Empor Halle              | VfL 1896 Halle           | Oui   | Promu en DDR-Liga                        |
| 29    | 1981-1982 | BSG Chemie Wolfen            | FC Grün-Weiss Wolfen     | Oui   | Promu en DDR-Liga                        |
| 30    | 1982-1983 | BSG Fortschritt Weissenfels  | 1. FC Weissenfels        | Oui   | Promu en DDR-Liga                        |
| 31    | 1983-1984 | BSG MK Sangerhausen          | VfB 1906 Sangerhausen    | Non   |                                          |
| 32    | 1984-1985 | BSG Stahl Walzwerk Hettstedt | FSV Hettstedt            | Non   |                                          |
| 33    | 1985-1986 | BSG Stahl Thale              | SV Stahl Thale           | Non   |                                          |
| 34    | 1986-1987 | BSG Stahl Thale              | SV Stahl Thale           | Non   |                                          |
| 35    | 1987-1988 | SG Dynamo Eisleben           | MSV Eisleben             | Non   |                                          |
| 36    | 1988-1989 | BSG Chemie Wolfen            | FC Grün-Weiss Wolfen     | Non   |                                          |
| 37    | 1989-1990 | BSG Chemie Wolfen            | FC Grün-Weiss Wolfen     | Oui   | Promu en Verbandsliga Sachsen-Anhalt     |
| 38    | 1990-1991 | BSG Aktivist Gräfenhainichen | ?                        | Non   |                                          |

## Classements des champions
Vingt entités différentes remportèrent le titre de la Bezirksliga Halle. Le Chemie Wolfen fut le plus titré.
| Ordre | Clubs                          | Nom actuel                | Titres | Autres appellations |
| ----- | ------------------------------ | ------------------------- | ------ | --- |
| 1     | BSG Chemie Wolfen              | BSG Chemie Wolfen         | 6      | SG Wolfen, ZSG Wolfen, BSG Chemie Agfa Wolfen. Depuis 1994, FC Grün-Weiss Wolfen. |
| 2     | BSG Chemie Buna Schkopau       | SV Merseburg 99           | 5      | SG Merseburg Nord en 1946 puis BSG Chemie Buna Schkopau en 1949. SV Buna Schkopau en 1990 puis SV Merseburg 99 à partir du 7 février 1991. |
| 3     | BSG Stahl Thale                | SV Stahl Thale            | 4      | créé en 1946 comme SG EHW Thale puis BSG Stahl Thale en 1951. Après 1990, SV Stahl Thale. |
| 4     | SG Dynamo Eisleben             | MSV Eisleben              | 3      | Créé en 1950 comme SG Volkspolizei Eisleben, devint SG Dynamo Eisleben en 1953. De 1965 à 1967, le club fut le Dynamo Mansfeldkombinat Eisleben puis redevint Dynamo Eisleben. Fusionna avec BSG MK Eisleben (ancien Stahl Eisleben) pour Mansfelder SV Eisleben depuis 1990.                                                   |
| 5     | BSG Fortschritt Weissenfels    | 1. FC Weissenfels         | 3      | créée en 1946 comme SG Weissenfels-Süd, puis BSG Schuhmetro Weissenfels en 1950 puis BSG Fortschritt Weissenfels le 1er avril 1951. Après 1990, devint SC Weissenfels 1861. En 1992 après des difficultés financières, le club fut reconstitué comme 1. FC Weissenfels.                                                         |
| 6     | BSG Motor Ammendorf            | BSV Halle-Ammendorf 1910  | 2      | créée en 1947 comme ZSG Industrie Ammendorf quidevint BSG Motor Ammendorf en 1950. Après 1990, le club devint BSV Waggonbau Ammendorf 1950 (en 1991) puis BSV Halle-Ammendorf 1910 (en 1999). |
| 7     | Hallescher FC Chemie II        | Hallescher FC             | 2      | SC Chemie Halle-Leuna, puis SC Chemie Halle |

Ancien logo du BSG Chemie Wolfen

| 8     | BSG MK Sangerhausen            | VfB 1906 Sangerhausen     | 2      | créé en 1950 comme BSG Aktivist Sangerhausen qui devint en 1951 BSG Stahl Sangerhausen. Par la suite il devint BSG Mansfeld-Kombinat Sangerhausen ou BSG MK Sangerhausen. Après 1990, devint SSV Blau-Weiss 1990 Sangerhausen. Le 21 juillet 1993 constitution de VfB 1906 Sangerhausen.                                        |
| 9     | BSG Motor Aschersleben         | 1. FC Aschersleben        | 1      | créé en 1951 comme BSG Stahl Aschersleben. Le 28 février 1952 devint le BSG Motor Aschersleben. Après 1990 devint Arminia Aschersleben qui en 1993 fusionna avec le BSG Lokomotive Aschersleben pour former 1. FC Aschersleben.                                                                                                 |
| 10    | BSG Chemie Bitterfeld          | VfL Eintracht Bitterfeld  | 1      | SG Eintracht Bitterfeld, en 1948, BSG Kombinat Bitterfeld, en 1951 BSG Chemie Bitterfeld. Après 1990, fusion SG Chemie et FC Blau-Weiss Bitterfeld pour former FC Blau-Weiss/Chemie Bitterfeld. En 1992, devint VfL Einheit Bitterfeld puis BfL Eintracht Bitterfeld.                                                           |
| 11    | BSG Motor Polysius Dessau      | Dessauer SV 97            | 1      | SG Dessau-West, BSG Stahl Dessau, BSG Motor Nordwest Dessau, BSG Motor Polysius Dessau, ZAB Dessau. Après 1990, Dessau' SV ZAB puis Dessau SV 97 à partir 1997. |
| 12    | BSG Stahl Eisleben             | MSV Eisleben              | 1      | En 1945, SG Eisleben. En 1950 devint BSG VVB Mansfeld Eisleben, puis BSG Aktivist Mansfeld. 1951 devint BSG Sthal Eisleben. Le club devint BSG Mansfeldkombinat ou BSG MK Eisleben. Après 1990 fusionna avec Dynamo Eisleben pour MSV Eisleben.                                                                                 |
| 13    | BSG Aktivist Gräfenhainichen   |                           | 1      | |
| 14    | BSG Chemie Greppin             | VfB Preussen Greppin 1911 | 1      | SG Greppin, BSG Chemie Greppin. |
| 15    | BSG Empor Halle                | VfL 1896 Halle            | 1      | créé comme SG Giebichenstein en 1946 qui devint SG Genossenschaften Halle en 1949 puis BSG Empor Halle en 1951. Après 1990, le club fut SV Empor Halle puis VfL 1896 Halle à partir du 4 juillet 1991. |
| 16    | BSG Stahl Walzwerk Hettstedt   | FSV Hettstedt             | 1      | créé comme SG Hettstedt-Altdorf en 1945 qui devint SG Blau-Weiss Hettstedt-Altdorf, puis fut BSG Stahl Hettstedt. En 1952, ce club fusionna avec BSG Stahl Hettstedt-Süd pour former BSG Stahl Walzwerk Hettstedt. Après 1990, redevint Blau-Weiss Hettstedt qui fut renommé FSV Walzwerk Hettstedt. Depuis 1994, FSV Hettsted. |
| 17    | HSG Wissenschaft Halle         | Disparu                   | 1      | exista de 1949 à 1964. Sa section football fut alors transférée vers le BSG Turbine Halle. |
| 18    | BSG Motor Köthen               | Cöthener FC Germania 03   | 1      | SG Köthen-Süd, BSG KWU Köthen, SG Vorwärts Köthen, BSG Stahl Köthen ou encore SG Union Köthen. En 1952 devont BSG Motor Köthen. Après 1990, KSV Germania Köthen 90 puis Cöthener FC Germania 03 en 1995. |
| 19    | BSG Chemie Leuna               | TSV Leuna 1919            | 1      | |
| 20    | BSG Aktivist Geiseltal Mücheln | SV Braunsbedra            | 1      | 1950 fusion de la SG Neumark et de la SG Mücheln pour former la BSG Aktivist Geiseltal Mücheln. En 1961, absorption de Aktivist Neumark et changeant de nom en BSG Aktivist Geiseltal-Mitte. Après 1990, fusions avec BSG Chemie Lützkendorf pour former SV Braunsbedra.                                                        |